# Susanne Davies-Osterkamp
Susanne Davies-Osterkamp (* 1943 in Königsberg; † 25. Juli 1995 in Düsseldorf) war eine deutsche Psychologin und Hochschullehrerin, die in der Verhaltenstherapie, der Medizinischen Psychologie und der Psychosomatik gearbeitet hat.

## Leben
Susanne Davies-Osterkamp ist in Hamburg aufgewachsen und hat von 1962 bis 1967 an der Universität Hamburg Psychologie studiert. Nach Ablegung ihres Diploms wechselte sie an das Max-Planck-Institut für Psychiatrie in München in die Arbeitsgruppe von Rudolf Cohen. Mit ihm ging sie an die Universität Konstanz, wo sie zusammen mit Irmela Florin, Helmut Sell und Anselm Gusche die Forschungsgruppe des Lehrstuhls für Klinische und Differentielle Psychologie im Psychiatrischen Landeskrankenhaus Reichenau bildeten. In Konstanz promovierte sie 1970 mit einer Arbeit über die Größenkonstanz bei Schizophrenen. 1975 erfolgte ein Ruf auf eine Professur für Medizinische Psychologie an der Universität Gießen. 1981 kam sie als Professorin und Leitende Psychologin der Klinik für Psychosomatische Medizin und Psychotherapie an die Universität Düsseldorf zu Anette Heigl-Evers. Einen Wechsel auf einen Lehrstuhl der Universität zu Köln konnte sie wegen ihres frühen Todes nicht mehr wahrnehmen.

## Werk
Auf der Reichenau wurden eine Vielzahl verhaltenstherapeutischer Studien durchgeführt, an denen sie beteiligt war. So arbeitete sie an mehreren experimentalpsychologischen Studien bei chronisch schizophrenen Patienten, etwa über die Anwendung von Münzverstärkungssystemen bei dieser Patientengruppe, an Studien zur Psychopathie (etwa zur Größenkonstanz) oder an psychophysiologischen Arbeiten (z. B. über operantes Konditionieren von Pulsraten und EEG-Frequenzen). Ein weiterer Schwerpunkt ihrer Arbeit bezog sich auf die Entwicklung von verhaltenstherapeutischen Behandlungsverfahren bei Schizophrenen und bei Alkoholikerinnen. Ebenso bereitete sie eine große Studie zum Alkoholismus von Frauen vor. In Gießen arbeitete sie an den Bedingungsfaktoren und dem Verlauf psychischer Störungen nach Herzoperationen. In Düsseldorf beschäftigte sie sich mit der Emotionsforschung in der Medizinischen Psychologie, der Psychologie der Schwangerschaft, mit den Folgen von Schwangerschaftsabbrüchen sowie den psychologischen Aspekten künstlicher Reproduktionstechniken. Studien über Gruppenprozesse in interaktionellen und tiefenpsychologisch fundierten Gruppenpsychotherapien zeigten ihr Interesse an psychoanalytischen Verfahren.
Sie leitete in den 1970er Jahren die Forschungskommission der Deutschen Gesellschaft für Medizinische Psychologie und gehörte dem Herausgebergremium des Jahrbuchs der Medizinischen Psychologie an, zudem war sie viele Jahre als Gutachterin in der Forschungsförderung für Medizinische Psychologie und Psychosomatik tätig.

## Publikationen (Auswahl)
Monografien
- mit Irmela Florin und Rudolf Cohen: Eine Untersuchung zum operanten Konditionieren sozialen Verhaltens bei chronisch Schizophrenen. Verlag für Psychologie Hogrefe, Göttingen 1973, ISBN 978-3-8017-0073-7.
- mit Rudolf Cohen: Zur Grössenkonstanz bei Schizophrenen: Eine experimentalpsychologische Untersuchung. Springer Nature, Berlin 1973, ISBN 978-3-540-06147-2 (zugl. Diss. Univ. Konstanz),

Herausgeberwerke
- Psychologie und Gynäkologie. Wiley-VCH Verlag, Weinheim 1991, ISBN 978-3-527-15457-9.
- mit Dieter Beckmann und Jörn W. Scheer: Medizinische Psychologie. Forschung für Klinik und Praxis. Springer-Verlag, Berlin 1982.
- mit Ernst Pöppel: Emotionsforschung. Vandenhoeck & Ruprecht, Göttingen 1980, ISBN 978-3-525-80186-4.